# Osornophryne
Osornophryne es un género de anfibios de la familia Bufonidae endémicos de la cordillera de los Andes en Colombia y Ecuador, a altitudes entre 2700 y 3700 metros.

## Especies
Se reconocen las siguientes 13 según ASW:
| Nombre binomial           | Autor/es                                                                                          |
| ------------------------- | ------------------------------------------------------------------------------------------------- |
| Osornophryne angel        | Yánez-Muñoz, Altamirano-Benavides, Cisneros-Heredia & Gleusenkamp, 2010                           |
| Osornophryne antisana     | Hoogmoed, 1987                                                                                    |
| Osornophryne backshalli   | Reyes-Puig, Urgiles-Merchán, Ortega-Andrade, Cisneros-Heredia, Carrión-Olmedo & Yáñez-Muñoz, 2025 |
| Osornophryne bufoniformis | Peracca, 1904                                                                                     |
| Osornophryne cofanorum    | Mueses-Cisneros, Yánez-Muñoz & Guayasamin, 2010                                                   |
| Osornophryne guacamayo    | Hoogmoed, 1987                                                                                    |
| Osornophryne occidentalis | Cisneros-Heredia & Gleusenkamp, 2010                                                              |
| Osornophryne percrassa    | Ruiz-Carranza y Hernández-Camacho, 1976                                                           |
| Osornophryne puruanta     | Gluesenkamp & Guayasamin, 2008                                                                    |
| Osornophryne simpsoni     | Páez-Moscoso, Guayasamin & Yánez-Muñoz, 2011                                                      |
| Osornophryne sumacoensis  | Gluesenkamp, 1995                                                                                 |
| Osornophryne talipes      | Cannatella, 1986                                                                                  |

## Publicación original
- Ruiz-Carranza, P. M. & J. I. Hernández-Camacho. 1976. Osornophryne género nuevo de anfibios bufónidos de Colombia y Ecuador. Caldasia, vol.11, p.93-148.